# NOAA-16
NOAA-16 — метеорологический спутник Национального управления океанических и атмосферных исследований.
Был запущен 21 сентября 2000 года, и эксплуатировался на солнечно-синхронной орбите высотой 849 км с периодом обращения 102 минуты.
Спутник несёт на себе следующие приборы: усовершенствованный зондирующий прибор СВЧ (AMSU), усовершенствованный радиометр очень высокого разрешения (AVHRR), инфракрасный радиометр с высокой разрешающей способностью, а также ретранслятор системы сбора метеорологической информации Argos-2. Передатчик для автоматической передачи изображений (APT transmitter) выведен из эксплуатации 15 ноября 2000 года.
По данным NOAA, спутник выведен из эксплуатации 9 июня 2014 года. 25 ноября 2016 года спутник распался.